# Llista de monosíl·labs en català
La següent llista inclou un total de 1.200 mots monosíl·labs. La gran majoria d'aquestes paraules són noms (substantius, toponímics, tècnico-científics, de persona…) i adjectius, i la resta corresponen a temps verbals, pronoms, adverbis, determinants, preposicions, conjuncions, interjeccions o contraccions.
Val a dir que també hi ha molts mots bisíl·labs que, quan van precedits d'un mot que acaba amb vocal, es pronuncien monosíl·labs com ara: 'nem! (anem), 'hir (ahir), 'vui (avui), 'déu! (Adéu), 'xí (així), 'xò (això), 'quí (aquí), 'llà (allà), 'nar (anar), 'ver (haver)...

## A
a 

act

ai

Ain

alb

all

alp

Alps

alt

amb

ans

ant

any

arç

arc

arn

art

as

ast

au

## B
bac

Bach

baf

baix

balb

balç

ball

balm

ban

banc

bany

bar

barb

bard

barn

bas

basc

bast

bat

bau

be

bé

bec

bei

beix

bel

bell

belt

ben

berch

bes

beu

beus

bill

bis

bit

bla

blai

blanc

blat

blau

ble

blec

bleix

blet

bleu

bloc

bloom

bluf

blunt

bo

bob

boc

boi

boids

boig

boix

bol

bon

bong

bony

bor

bord

borm

born

bosc

bot

bou

brac

braç

bram

bran

brau

breny

bresc

breu

bri

bric

brics

brill

brinc

brix

bro

broc

broix

broll

brom

bronc

bros

brot

brou

bru

bruc

bruit

brull

brum

brunz

brusc

brut

bub

buc

buf

bug

buit

bulb

bull

bum

burg

burts

bus

bust

## C
ca

ça

cab

caic

caid

cais

cal

calb

calc

calç

cald

call

calm

calp

cam

camp

camps

can

cant

cap

car

carç

card

carn

carp

cart

cas

casc

casp

cast

cat

cau

cauc

caus

caut

ce

cec

cel

cell

cens

cent

cep

cercs

cert

cesc

cinc

cint

circ

cist

clac

clam

clamp

clan

clap

clar

clasc

clast

clau

clerc

clic

clin

clip

cloc

clon

clop

clor

clos

clot

clou

clous

club

cluc

cob

coc

coit

coix

col

coll

com

cóm

con

conc

cony

cop

cor

corb

corc

corn

cors

cort

cos

cost

cot

cou

cous

crac

cranc

cras

crec

creix

crep

creu

creus

cric

crill

crim

crin

crist

crit

croc

crol

crom

cron

cros

crou

cru

cruix

cu

cub

cuc

cuir

cuit

cuix

cul

cull

curs

curt

cus

## D
dalt

dant

dany

dar

dard

das

dat

dau

de

dec

deix

del

dels

dens

dent

deu

déu

deus

dic

dins

dir

disc

dit

diu

dius

do

dol

dolç

doll

donc

doncs

dors

dos

dot

drac

drap

dren

dret

drift

dril

dring

drive

du

duc

dui

dull

dur

dut

duu

dux

## E
e

ec

ecs!

eh

ei!

eix

el

elf

ell

ells

elm

els

elx

em

en

ep!

erb

erg

erm

ert

es

és 

est

et

ets

ens

## F
fa

faç

faig

falb

falç

fall

fals

fam

fan

fang

far

fart

fas

fast

fat

faust

fax

fe

feix

fel

fem

fenc

fent

fer

ferm

fern

fes

fet

feu

feu

fi

fil

fill

film

fins

fisc

fit

fiu

fix

flac

flaix

flam

flanc

flap

flasc

flat

fleix

flers

flint

flirt

flit

flix

floc

flor

flos

flou

flox

fluid

fluix

flum

flux

foc

föhn

foix

folc

folch

folk

foll

fon

fong

fons

font

fony

for

forc

forn

fors

fort

fos

fosc

fost

fot

fots

fou

fra

frac

franc

frau

fre

frec

fred

fres

fresc

freu

fris

front

fruit

frust

fu

fuig

ful

full

fum

fur

furt

fus

fust

## G
gag

gai

gaig

gal

gall

gam

gard

gas

gat

ge

gec

gel

gen

gens

gent

gep

ger

gerd

gil

giny

gir

git

gla

glaç

gland

glauc

glei

glop

glot

glu

gnom

goig

gol

golf

goll

gom

gong

gord

gorg

gos

got

gra

graf

gral

grall

gram

gran

gras

grat

grau

gray

grec

green

greix

gres

greu

grill

gris

groc

gros

gruix

gruny

grup

guà

guai

gual

guany

guerx

glast

güelf

güell

gueux

guils

guim

guit

guiu

guix

gur

gurb

gust

## H
ha

hac

ham

han

has

he

hec

hem

heu

heus

hi

hiu

ho

hom

hort

host

hug

## I
i

iai

iac

iar

ics

ien

ió

iod

iol

iot

iu

ix

## J
ja

jac

jaç

jack

jam

jan

jas

jau

jaus

jazz

jec

jeep

jeu

jeus

jo

joc

jonc

jou

jull

junc

junt

juny

jup

just

## K
ka

kart

khan

khi

khoi

kurd

## L
la
lag
lai
laic
lam
land
lar
las
lat
lax
les
llac
llaç
llamp
llar
llard
llarg
llas
llau
llec
llei
lleig
llenç
llest
llet
llets
lleu
lli
llim
llir
llis
llit
lloc
llom
llong
llop
llor
llos
llosc
llot
lluc
lluç
llum
lluny
llur
llusc

## M
mà

mac

mag

mai

maig

mal

mall

malm

malt

manc

mar

marc

març

mart

mas

mat

matx

max

mec

mel

ment

menys

mes

més

meu

mi

mic

mig

mil

mill

mim

mins

mixt

moc

moix

mol

molc

moll

mols

molt

mòlt

mon

món

mont

mor

mort

mos

most

mot

mou

mous

mousse

muç

mul

munt

muny

munys

mur

mus

mut

## N
na

nan

nap

nard

nas

nat

nau

neix

nen

net

nét

neu

ni

nil

nin

nit

niu

no

noi

nom

nord

nos

nou

nu

nul

nus

nut

nyac

nyap

nyec

nyic

nyu

nyuf

## O
o

ohm

oi

oir

om

on

or

orb

orc

os

ós

ot

ou

## P
pa

pac

pal

pam

pan

pany

pap

par

parc

part

pas

pau

pe

peix

pel

pèl

pell

pep

per

perd

perds

pern

pes

pet

peu

pi

pic

pin

pis

pit

piu

pla

plac

plaç

plant

plany

plat

plau

plaus

ple

plebs

plec

pleit

plet

plor

plou

po

poc

pol

poll

pols

pom

ponç

pons

pont

pop

por

porc

port

post

pot

pots

pou

prat

prats

prec

prem

prems

pren

prenc

prens

preny

pres

prest

prets

preu

prim

priu

pro

pron

prony

prop

prou

prous

pruit

psalm

pse

psi

pub

puc

puf

puig

puix

punt

puny

pur

pus

put

puts

## Q
quad

qual

quall

quan

quant

quark

quars

quart

que

què

quec

queix

quest

quet

qui

quic

quid

quil

quim

quin

quint

quist

quix

## R
ra

rad

rai

raid

rais

ral

rall

ram

rams

ran

ranc

rang

rap

rar

ras

rast

rat

rau

rauc

re

ré

rec

reg

rei

reig

reims

rel

rem

ren

reng

rent

reny

rep

reps

res

rés

rest

ret

rets

reu

reus

rhe

rho

ric

rif

riff

rift

rim

rin

ring

ris

risc

riu

rius

ro

roc

rock

roig

rol

roll

rom

ronc

ros

rost

rot

rou

ru

ruc

ruf

ruhr

rull

rumb

rus

rusc

rust

rut

## S
sa

sac

sal

salm

salt

sang

sans

sant

sap

saps

sard

sarg

sau

saus

se

sé

sec

sens

sent

seny

ser

serf

serp

set

seu

sèu

seus

si

sí

sikh

sils

sis

so

soc

sóc

sol

sòl

solc

sols

solt

som

son

són

sord

sort

sot

sou

sóu

su

suc

sucs

sud

suit

surf

surp

surt

surts

## T
tac

tal

talc

tall

talp

tan

tanc

tant

tany

tar

tard

tars

tas

tast

tat

tatx

tau

te

té

tec

teix

tel

tell

tem

temps

tems

tens

ter

terç

tern

tes

test

teu

text

tic

tint

tip

tir

tirs

tis

to

toc

toix

toll

tom

tomb

ton

top

tor

torb

torc

tord

torm

torn

tors

tort

tos

tosc

tost

tot

tou

tous

traç

tram

tranc

trast

trau

trauc

trec

tremp

tren

trenc

tres

tret

treu

treus

trill

trim

trist

tro

troc

trol

tron

tronc

tros

trot

truc

trull

trust

tsar

tu

tub

tuc

tuf

tuix

tul

tur

turc

tus

tusc

tust

txad

txam

txec

txell

txús

## U
u

ui

uix

ull

un

ur

urbs

us

ús

## V
va

vaig

val

valc

vall

vals

vam

van

vas

vast

vat

vau

ve

veig

vel

vell

ven

venc

venç

vens

vent

ver

verb

verd

verm

vern

vers

ves

vés

vesc

veu

veus

vi

vic

vil

vim

vinc

vint

vis

visc

vist

viu

vius

vol

vols

volt

vos

vós

vot

vuit

vull

## X
xa

xac

xai

xaix

xal

xap

xat

xau

xe

xec

xef

xeic

xeix

xel

xic

xin

xip

xiu

xo

xoc

xof

xoll

xop

xorc

xot

xou

xuc

xuit

xunt

xup

xut

## Z
zang

zas

zel

zen

zenc

zeus

zinc

zing

zoo

zoom

zub